# Safia inconspicua
Safia inconspicua är en fjärilsart som beskrevs av Heinrich Benno Möschler 1880. Safia inconspicua ingår i släktet Safia och familjen nattflyn. Inga underarter finns listade.